# Pedro Carlos Rovai
Pedro Carlos Rovai (Ourinhos, 1938 — Rio de Janeiro, 1 de novembro de 2018) foi um cineasta brasileiro.

## Biografia
Radicado em São Paulo a partir do final dos anos 1950, cursou um seminário de cinema e em seguida, com uma câmara 16 mm amadora, realizou seus primeiros exercícios cinematográficos: Formas e Far West.
Foi assistente de direção de Luís Sérgio Person em São Paulo, Sociedade Anônima (1965) e de Rubem Biáfora em O Quarto (1968). No intervalo, criou a produtora Sincrocine, com a intenção de produzir comerciais, documentários e cinejornais. Realizou os curtas Campos do Jordão e Djanira em Parati, este último vencedor do Prêmio Governador do Estado de São Paulo.
Em 1970, mudou-se para o Rio de Janeiro, onde se tornou, em poucos anos, um dos mais bem-sucedidos produtores brasileiros, revelando as possibilidades comerciais da comédia erótica carioca (Ainda Agarro Esta Vizinha..., A Viúva Virgem, etc.), mas também trazendo para o gênero inusitadas reflexões metalingüísticas (Luz, Cama, Ação!) e ainda financiando filmes de outros gêneros (O Ibraim do Subúrbio, Crueldade Mortal, etc.).
Com o declínio do cinema erótico na segunda metade dos anos 1980, passou a produzir para o teatro, levando ao palco os espetáculos A Gaiola das Loucas e Piaf.
Na virada do século, voltou ao cinema, produzindo um bem-sucedido filme infantil, Tainá - Uma Aventura na Amazônia, e inclusive retornando à direção.

## Filmografia
Diretor
- 1969: Adultério à Brasileira
- 1971: Berenice (episódio do longa Lua-de-mel e Amendoim)
- 1973: Nem Santa Nem Donzela
- 1973: A B...de Ouro (episódio do longa Os Mansos)
- 1974: Ainda Agarro Esta Vizinha...
- 1974: A Viúva Virgem
- 1979: Amante Latino
- 2003: As Tranças de Maria
- 2000: Tainá - Uma Aventura na Amazônia

Produtor
- 1969: Adultério à Brasileira
- 1973: Os Mansos
- 1973: Salve-se Quem Puder
- 1974: Ainda Agarro Esta Vizinha...
- 1975: O Roubo das Calcinhas
- 1975: Eu Dou O Que Ela Gosta
- 1976: O Ibraim do Subúrbio
- 1976: Luz, Cama, Ação!
- 1976: Crueldade Mortal
- 1977: Gente Fina É Outra Coisa
- 1978: Nos Embalos de Ipanema
- 1978: O Bom Marido
- 1979: Amante Latino
- 1980: Ariella
- 1981: Bonitinha, mas Ordinária ou Otto Lara Resende
- 1982: Beijo na Boca
- 1983: S.O.S. Sex Shop (ou Como Salvar Meu Casamento)
- 1984: Uma Banana Para Bergman
- 2001: Tainá - Uma Aventura na Amazônia
- 2012: Tainá - A Origem

## Morte
Morreu de câncer aos 80 anos, em 1 de novembro de 2018, no Rio de Janeiro.